# Erkendelsesteori
 Der er for få eller ingen kildehenvisninger i denne artikel, hvilket er et problem. Du kan hjælpe ved at angive troværdige kilder til de påstande, som fremføres i artiklen.

 Denne artikel bør gennemlæses af en person med fagkendskab for at sikre den faglige korrekthed.

Erkendelsesteori (også kaldet epistemologi) er en gren inden for filosofien, som arbejder med egenskaberne, ophavet og grænserne for menneskelig viden og erkendelse.

## Hovedemner
- Erkendelsens oprindelse: Hvad stammer erkendelsen fra? Hvad er erkendelsen baseret på?
- Erkendelsens grænser: Hvad kan vi erkende, og hvad kan vi ikke erkende? Kan vi overhovedet sige noget om det, som vi ikke kan erkende?
- Erkendelsens gyldighed: Hvad forstås der ved sikker viden? Er viden overhovedet mulig?
- Definitoriske problem. Hvad er viden? Hvordan adskiller den sig fra formodninger? Hvordan adskiller den sig fra psykologisk kognition?
- Hvad er sandhed? Hvad kendetegner en sand påstand?
- Kræver viden en absolut begrundelse, eller kan viden være fejlbarlig?

## Grundlæggelsesteorier – teorier om erkendelsens grundlag
- Rationalisme – viden er baseret på fornuften
- Empirisme – viden er baseret på erfaring fra sanserne
- Transcendentalfilosofi – viden er baseret på forudsætninger, der stammer fra mennesket
- Skepticisme – der findes intet grundlag for viden
- Fallibilisme – al viden er fejlbarlig
- Psykologisme – viden er baseret på menneskelig psykologi. Kritiseret af Edmund Husserl.
- Pragmatisme – viden er praktisk baseret
- Socialkonstruktivisme - viden er menneskeligt (intersubjektivt) konstrueret

## Teorier omsandhed
- Korrespondensteorien – sandhed er korrespondens mellem påstand og omverden
- Intuitionismen – sandhed indses intuitivt
- Koherænsteorien – sandhed er kohærens imellem påstande i et system

## Klassiske problemer
- Induktionsproblemet – Kan man slutte fra et begrænset antal observationer til en universel sandhed?
- Omverdensproblemet – Kan man vide at omverdenen findes? Problemet opstod med Rene Descartes.
- Værdiproblemet – Er viden værdifuld i sig selv eller kun som middel til f.eks. at beherske naturen (Har den intrinsisk eller blot instrumentel værdi?) Bl.a. Friedrich Nietzsche mener, at al viden er instrumentel.

## Undergrene af erkendelsesteorien
- Videnskabsfilosofi er en undergren af erkendelsesteorien, der behandler videnskabelig viden.
- Logik opfattes af nogen som en undergren af erkendelsesteorien
- Hermeneutik handler om erkendelse af kulturelle påstande